# Henri de Chazel
Pour les articles homonymes, voir Chazel.
Henri de Chazel est né à Nîmes le 31 janvier 1665. Il est le fils de Jean-Pierre de Chazel et de Françoise de Cassagne. Son père était avocat et juge mais on ignore le début de carrière de cet administrateur. Il aurait été nommé commis de la marine du Roi vers 1704. Puis, après une carrière discrète, il est commissaire général à Brest quand Louis XV le nomme intendant en Nouvelle-France. Il a alors 60 ans.
Par contre, il n’a pu exercer sa charge car, la nuit du 27 août 1725, le bateau l’amenant vers les Amériques fut pris dans une tempête et coula sur des récifs de l'île Royale (aujourd'hui l'île du Cap Breton) près de Louisbourg. La mer rejeta son corps qui fut identifié dès le lendemain avec d’autres victimes du naufrage et mis en terre dans un havre voisin.